# 1984년 오리콘 1위 싱글 목록
일본에서 한 주간 가장 많이 팔린 싱글은 오리콘 주간 차트에 실리며, 이 차트는 오리콘이 발행하는 잡지 《오리스타》에 개제된다. 판매량은 한 주 동안의 각 싱글의 판매량을 기준으로 오리콘이 종합한다.

## 차트 기록
| 발행일    | 싱글                              | 가수              | 참고                                |
| --------- | --------------------------------- | ----------------- | ----------------------------------- |
| 1월 2일   | (미발표)                          | (미발표)          |                                     |
| 1월 9일   | 「もしも明日が…。」               | 와라베            | 5주 연속 1984년 1위 1984년 1월 1위  |
| 1월 16일  | 「もしも明日が…。」               | 와라베            | 5주 연속 1984년 1위 1984년 1월 1위  |
| 1월 23일  | 「もしも明日が…。」               | 와라베            | 5주 연속 1984년 1위 1984년 1월 1위  |
| 1월 30일  | 「もしも明日が…。」               | 와라베            | 5주 연속 1984년 1위 1984년 1월 1위  |
| 2월 6일   | 「もしも明日が…。」               | 와라베            | 5주 연속 1984년 1위 1984년 1월 1위  |
| 2월 13일  | 「Rock'n Rouge」                  | 마츠다 세이코     | 4주 연속, 1984년 2월 1위            |
| 2월 20일  | 「Rock'n Rouge」                  | 마츠다 세이코     | 4주 연속, 1984년 2월 1위            |
| 2월 27일  | 「Rock'n Rouge」                  | 마츠다 세이코     | 4주 연속, 1984년 2월 1위            |
| 3월 5일   | 「Rock'n Rouge」                  | 마츠다 세이코     | 4주 연속, 1984년 2월 1위            |
| 3월 12일  | 「一番野郎」                      | 콘도 마사히코     |                                     |
| 3월 19일  | 「ワインレッドの心」              | 안전지대          | 2주 연속, 1984년 3월 1위            |
| 3월 26일  | 「ワインレッドの心」              | 안전지대          | 2주 연속, 1984년 3월 1위            |
| 4월 2일   | 「渚のはいから人魚/風のマジカル」 | 코이즈미 쿄코     |                                     |
| 4월 9일   | 「喝!」                           | 시부가키대        | 2주 연속                            |
| 4월 16일  | 「喝!」                           | 시부가키대        | 2주 연속                            |
| 4월 23일  | 「サザン・ウインド」              | 나카모리 아키나   | 3주 연속                            |
| 4월 30일  | 「サザン・ウインド」              | 나카모리 아키나   | 3주 연속                            |
| 5월 7일   | 「サザン・ウインド」              | 나카모리 아키나   | 3주 연속                            |
| 5월 14일  | 「哀しくてジェラシー」            | 체커즈            | 1984년 5월 1위                      |
| 5월 21일  | 「時間の国のアリス/夏服のイヴ」   | 마츠다 세이코     | 2주 연속                            |
| 5월 28일  | 「時間の国のアリス/夏服のイヴ」   | 마츠다 세이코     | 2주 연속                            |
| 6월 4일   | 「騎士道」                        | 타하라 토시히코   | 2주 연속                            |
| 6월 11일  | 「騎士道」                        | 타하라 토시히코   | 2주 연속                            |
| 6월 18일  | 「ケジメなさい」                  | 콘도 마사히코     | 2주 연속                            |
| 6월 25일  | 「ケジメなさい」                  | 콘도 마사히코     | 2주 연속                            |
| 7월 2일   | 「迷宮のアンドローラ/DUNK」       | 코이즈미 쿄코     | 2주 연속, 1984년 7월 1위            |
| 7월 9일   | 「迷宮のアンドローラ/DUNK」       | 코이즈미 쿄코     | 2주 연속, 1984년 7월 1위            |
| 7월 16일  | 「雨音はショパンの調べ」          | 코바야시 아사미   | 3주 연속                            |
| 7월 23일  | 「雨音はショパンの調べ」          | 코바야시 아사미   | 3주 연속                            |
| 7월 30일  | 「雨音はショパンの調べ」          | 코바야시 아사미   | 3주 연속                            |
| 8월 6일   | 「十戒 (1984)」                   | 나카모리 아키나   | 1984년 8월 1위                      |
| 8월 13일  | 「ピンクのモーツァルト」          | 마츠다 세이코     |                                     |
| 8월 20일  | 「顔に書いた恋愛小説」            | 타하라 토시히코   |                                     |
| 8월 27일  | 「十戒 (1984)」                   | 나카모리 아키나   | 통산 2주                            |
| 9월 3일   | 「星屑のステージ」                | 체커즈            | 3주 연속, 1984년 9월 1위            |
| 9월 10일  | 「星屑のステージ」                | 체커즈            | 3주 연속, 1984년 9월 1위            |
| 9월 17일  | 「星屑のステージ」                | 체커즈            | 3주 연속, 1984년 9월 1위            |
| 9월 24일  | 「永遠に秘密さ」                  | 콘도 마사히코     |                                     |
| 10월 1일  | 「ヤマトナデシコ七変化」          | 코이즈미 쿄코     | 3주 연속, 1984년 10월 1위           |
| 10월 8일  | 「ヤマトナデシコ七変化」          | 코이즈미 쿄코     | 3주 연속, 1984년 10월 1위           |
| 10월 15일 | 「ヤマトナデシコ七変化」          | 코이즈미 쿄코     | 3주 연속, 1984년 10월 1위           |
| 10월 22일 | 「天国にいちばん近い島」          | 하라다 토모요     |                                     |
| 10월 29일 | 「恋人達のペイヴメント」          | THE ALFEE         |                                     |
| 11월 5일  | 「Woman "Wの悲劇"より」           | 야쿠시마루 히로코 | 1984년 11월 1위                     |
| 11월 12일 | 「ハートのイアリング」            | 마츠다 세이코     | 2주 연속                            |
| 11월 19일 | 「ハートのイアリング」            | 마츠다 세이코     | 2주 연속                            |
| 11월 26일 | 「飾りじゃないのよ涙は」          | 나카모리 아키나   |                                     |
| 12월 3일  | 「ジュリアに傷心」                | 체커즈            | 4주 연속 1985년 1위 1984년 12월 1위 |
| 12월 10일 | 「ジュリアに傷心」                | 체커즈            | 4주 연속 1985년 1위 1984년 12월 1위 |
| 12월 17일 | 「ジュリアに傷心」                | 체커즈            | 4주 연속 1985년 1위 1984년 12월 1위 |
| 12월 24일 | 「ジュリアに傷心」                | 체커즈            | 4주 연속 1985년 1위 1984년 12월 1위 |
| 12월 31일 | 「The Stardust Memory」           | 코이즈미 쿄코     | 3주 연속, 1985년 1월 1위            |

## 특이사항
- 1984년 4월 1위 곡은 체커즈의 「涙のリクエスト」 (주간 최고순위 2위)
- 1984년 6월 1위 곡은 야쿠시마루 히로코의 「メイン・テーマ」이다. (주간 최고순위 2위)

## 연간 TOP 10
※ 집계: 1983년 12월 5일 - 1984년 11월 26일
- 1위: 와라베 「もしも明日が…。」
- 2위: 안전지대 「ワインレッドの心」
- 3위: 마츠다 세이코 「Rock'n Rouge」
- 4위: 체커즈 「涙のリクエスト」
- 5위: 체커즈 「哀しくてジェラシー」
- 6위: 나카모리 아키나 「十戒 (1984)」
- 7위: 아시야 간노스케 「娘よ」
- 8위: 체커즈 「星屑のステージ」
- 9위: 나카모리 아키나 「北ウイング」
- 10위: 나카모리 아키나 「サザン・ウインド」